# Microsegundo
Un microsegundo es la millonésima parte de un segundo, 10-6 s 
Un microsegundo es una unidad de tiempo SI igual a una millonésima (0.000001 o 10-6 o 1/1,000,000) de segundo. Su símbolo es μs. Un microsegundo es a un segundo, como un segundo es a 11'574 días
Un microsegundo es igual a 1/1000 milisegundos o 1000 nanosegundos. Debido a que el siguiente prefijo SI es 1000 veces más grande, las medidas de 10-5 y 10-4 segundos se expresan típicamente como decenas o cientos de microsegundos. Un microsegundo de muestra de señal de sonido (44.1 kHz, 2 canales, 24 bit, WAV) se almacena típicamente en 4 μm de CD, 2 bits por μs por 4 μm.
Se escribe 0'000001 segundos